# New economy

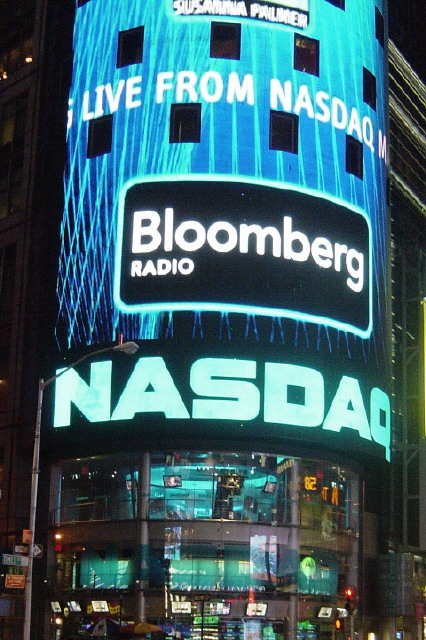
Sede del NASDAQ a Times Square.

Con la definizione di new economy (dall'inglese nuova economia, o anche net economy, composto dell'accorciamento di network ed economia), si fa riferimento alla fase di impetuoso sviluppo legato alla diffusione delle tecnologie informatiche e digitali (Internet, telefoni cellulari, personal computer, prodotti informatici e digitali) che interessò l'ultimo scorcio del XX secolo, partendo dagli Stati Uniti e poi estendendosi agli altri paesi industrializzati del mondo; queste nuove tecnologie diedero avvio a una bolla speculativa che surriscaldò i mercati finanziari nel passaggio al nuovo millennio, alimentando poi la crescita dei paesi industriali negli ultimi anni del secolo almeno fino ai prodromi dello scoppio della crisi globale (dall'inizio degli anni 1990 alla metà del primo decennio del nuovo secolo). Il termine si è poi evoluto in conseguenza della diffusione del web 2.0 a partire dagli anni 2006-2007, andando via via ad indicare la web economy prima e l'economia digitale poi, ovvero quel settore economico, tra secondario e terziario o settore terziario avanzato, nato sotto l'impulso e il successivo forte sviluppo della cosiddetta rivoluzione digitale.

## Descrizione
È possibile parlare del sorgere di una new economy ogni qualvolta l'introduzione e la diffusione di tecnologie innovative determina cambiamenti profondi a livello economico e sociale, con una conseguente accelerazione della crescita della ricchezza, della produttività (ma non necessariamente dello sviluppo sociale), degli investimenti (in capitale fisico e umano, in ricerca e innovazione), associata a una trasformazione degli stili di vita e ad un impatto sul profilo sociale degli individui-consumatori. Alcuni esperti continuano a usare infatti il termine new economy per descrivere gli sviluppi contemporanei nel mondo degli affari e dell'economia.
La locuzione new economy fu coniata nel 1998 dal saggista statunitense Kevin Kelly col best seller "New Rules for a New Economy". Nel libro si elencavano dieci buone regole per affrontare i "nuovi mercati", in altri termini le nuove frontiere della commercializzazione e le nuove opportunità offerte dall'economia globale. Tra queste l'idea della massimizzazione a tutti i costi dei profitti, il ricorso al web, la definizione dell'idea di flusso, finanziario e informativo, legato alle nuove tecnologie e alla mondializzazione degli scambi, lo sfruttamento della categoria più redditizia di consumatori, la necessità di sfruttare l'opportunità prima ancora dell'efficienza. I punti cardine su cui si sarebbe basata la new economy non apparivano tanto i beni materiali quanto quelli immateriali, come le idee innovatrici, l'informazione come bene di scambio, il software. L'influenza dell'opera di Kevin Kelly sugli sviluppi di questa nuova concezione è stata indubitabile.
Le conseguenze della nuova economia sul piano mondiale si sono registrate nel profondo mutamento introdotto nel campo tradizionale del lavoro (impatto delle nuove tecnologie, necessità di nuove competenze), nell'evoluzione in senso finanziario dell'economia (funzionamento più efficiente dei mercati, oltre i tradizionali confini nazionali) e sul piano della storia economica, nell'accelerazione impressa al processo di globalizzazione economica, finanziaria e culturale del mondo.

### Caratteristiche di new economy

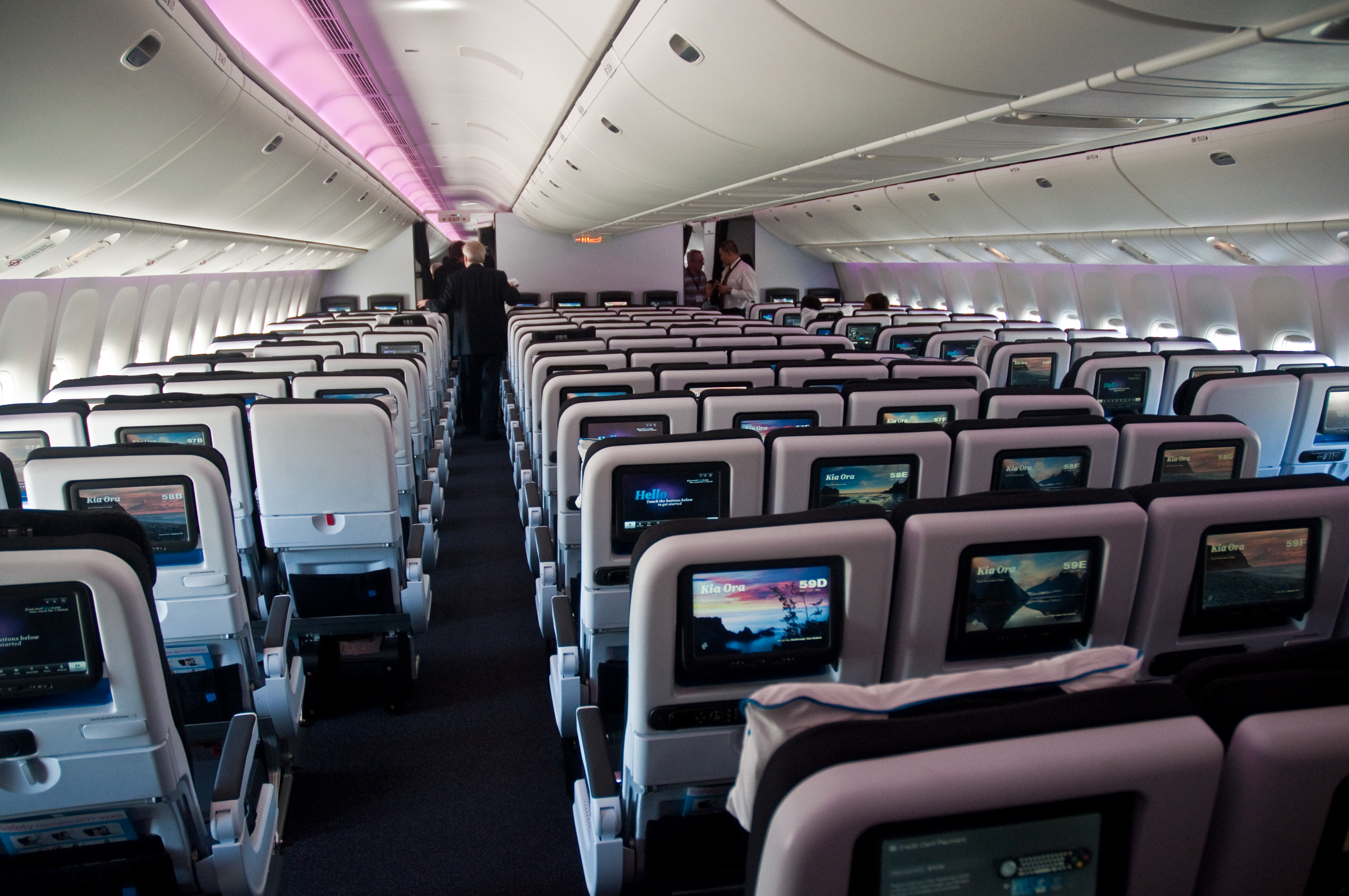
L'interno di un Boeing 777

La new economy si differenziava dall'economia industriale per il fatto di offrire la possibilità di operare in un mercato globale, abbattendo i costi di gestione e consentendo alle imprese di non essere vincolate a uno spazio definito quale può essere la sede fisica, in quanto lo spazio di una società si installava nella rete, rimanendo virtuale. Il web era accessibile a tutti in tempo reale e nello stesso modo, tutti apparivano collegati con tutti. Nel corso degli anni 1990 il criterio generalista di "economy", anche a seguito dell'affermarsi del concetto di new economy, ha via via iniziato ad assumere nuove connotazioni legate a fasi caratterizzate da precise tendenze, come il caso della Soft Economy o della Clean Economy.
La new economy ha rappresentato per la prima volta l'evoluzione in senso stretto dell'economia dei paesi sviluppati da una base fondata su un patrimonio industriale-produttivo (l'economia di produzione manifatturiera), ad una economia dei servizi basata sull'asset-economia immateriale derivante dalla globalizzazione. Essa ha portato in altri termini all'informatizzazione dei processi di produzione e di scambio, oltreché all'assunzione di forza lavoro altamente qualificata. Impetuoso fu lo sviluppo di un numero di aziende sempre più elevato o (si pensi alle celebri Amazon, Google, Yahoo!) legato al commercio elettronico e all'utilizzo dei mezzi informatici e digitali come piattaforme per l'allargamento sui mercati.
Un cambiamento di tale portata nella struttura economica degli Stati Uniti aveva creato uno stato di crescita economica costante, bassa disoccupazione, e aveva portato alla credenza nella possibile immunità ai cicli di crescita e contrazione (boom and bust) macroeconomici. Si pensò che la fase di nuova crescita avrebbe reso obsolete molte vecchie pratiche commerciali, avrebbe abbattuto i costi delle transazioni, favorito la velocizzazione degli scambi, consentito di frenare l'inflazione (l'aumento dell'efficienza e il progresso tecnologico avrebbero compensato l'aumento della domanda e quindi dei prezzi) e impedito, o addirittura invertito, l'andamento decrescente del rendimento marginale per gli imprenditori. L'incremento e il rapido ripercuotersi degli effetti del boom della new economy portò allo scoppio della bolla speculativa delle cosiddette dot-com nel mercato azionario statunitense (e poi di lì al resto del mondo).
Nell'economie di scala dall'offerta, le attività basate su tecnologia e informazione avevano strutturalmente quella che nell’economia tradizionale si definiva un monopolio naturale, dove ai costi fissi alti, seguivano costi marginali contenuti o nulli. Anche se normalmente venivano gestiti dalla regolamentazione pubblica con diverse inefficienze, la perdita sociale di queste organizzazioni doveva essere comunque più contenuta del previsto. Ma con i costi marginali di servizi e beni quasi gratuiti, Jeremy Rifkin metteva in discussione la funzione stessa del mercato e del capitalismo, che veniva molto ridotto per nuove forme collaborative di rete molto grandi chiamate Commons.
L'impatto della nuova economia e delle tecnologie legate allo sviluppo di internet collocarono le imprese di fronte alla necessità di adeguarsi alle nuove tendenze, tanto da portare alla classificazione delle aziende in base all'implementazione o meno dell'uso della rete. Alcune aziende (old-old) si caratterizzarono per uno specifico prodotto o servizio e non si servivano di mezzi telematici, quindi elaboravano prodotti e servizi che non modificavano né i processi produttivi, né i processi interni a causa d'internet. Alcuni prodotti o mercati di riferimento (old-new) non mutarono con l'entrata d'internet sia in termini di opportunità sia di crescita. Altre aziende (new-old) nascevano tramite internet, ma il mercato di riferimento rimaneva di tipo tradizionale. Le imprese new-new infine nascevano ed operavano esclusivamente tramite la rete informatica.